# Левоча (район)
Район Левоча (словац. Okres Levoča) — район Словакии. Находится в Прешовском крае. Административный центр — город Левоча. На северо-востоке граничит с районом Сабинов, на востоке с районом Прешов, на юге с Кошицким краем, на западе с районом Попрад, на северо-западе с районом Кежмарок.
Площадь района составляет 357 км², население — 31 880 человек (2001).
На территории Левочского округа находится 33 населённых пункта, в том числе 2 города.

## Население
| Год:        | 1994   | 2004    | 2014    | 2024    |
| ----------- | ------ | ------- | ------- | ------- |
| Broj ljudi: | 30 330 | 32 266  | 33 391  | 33 310  |
| Разница:    |        | +6,38 % | +3,48 % | −0,24 % |

### Статистические данные (2001)
Национальный состав:
- Словаки — 91,2 %
- Цыгане — 7,1 %

Конфессиональный состав:
- Католики — 85,4 %
- Греко-католики — 5,0 %
- Лютеране — 0,9 %